# پایگاه هوایی تولمیدا
پایگاه هوایی تولمیدا (به انگلیسی: Tolemaida Air Base) یک فرودگاه نظامی است که یک باند فرود آسفالت دارد و طول باند آن ۲۸۲۹ متر است. این فرودگاه در کشور کلمبیا قرار دارد و در ارتفاع ۴۹۳ متری از سطح دریا واقع شده است.

## نگارخانه

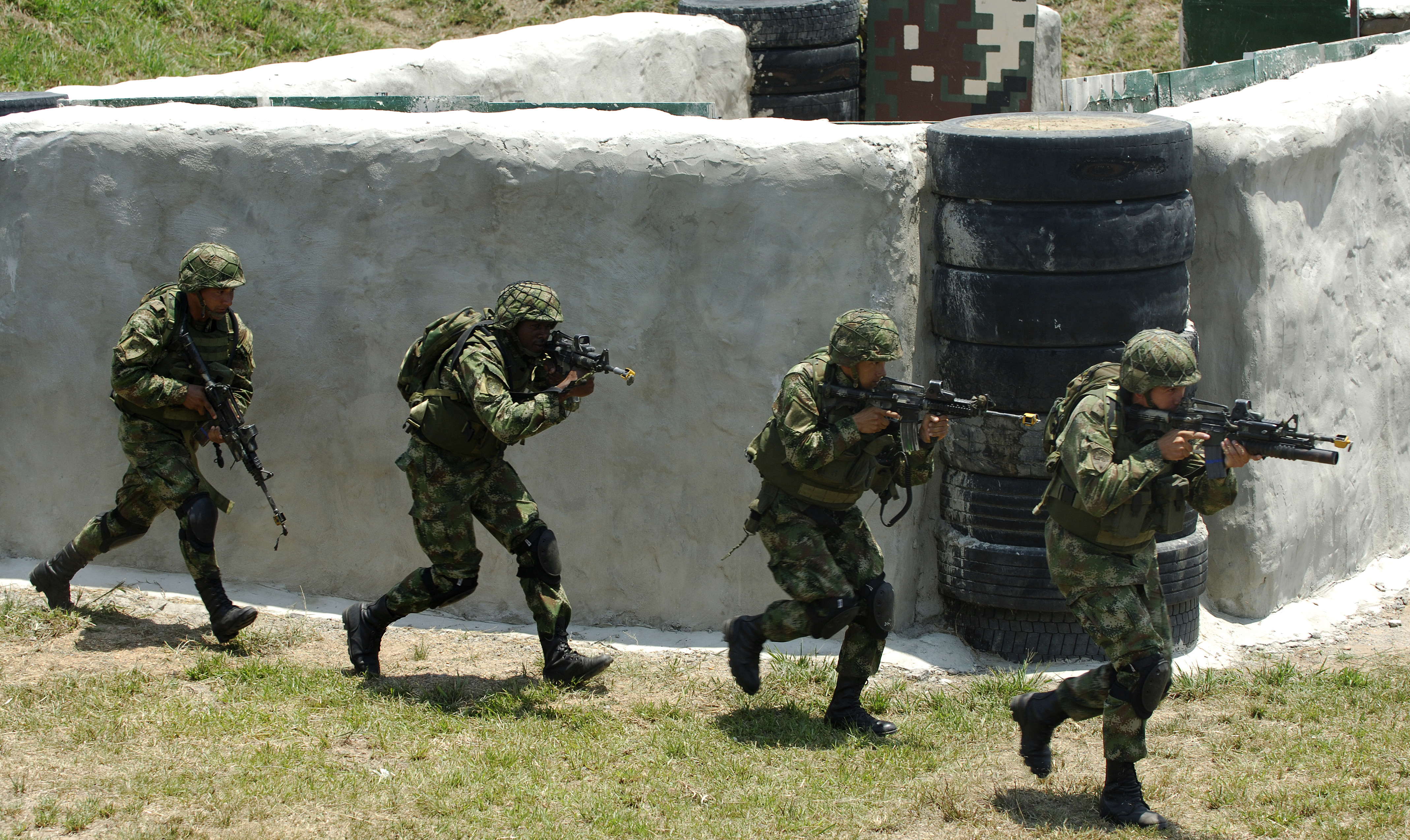
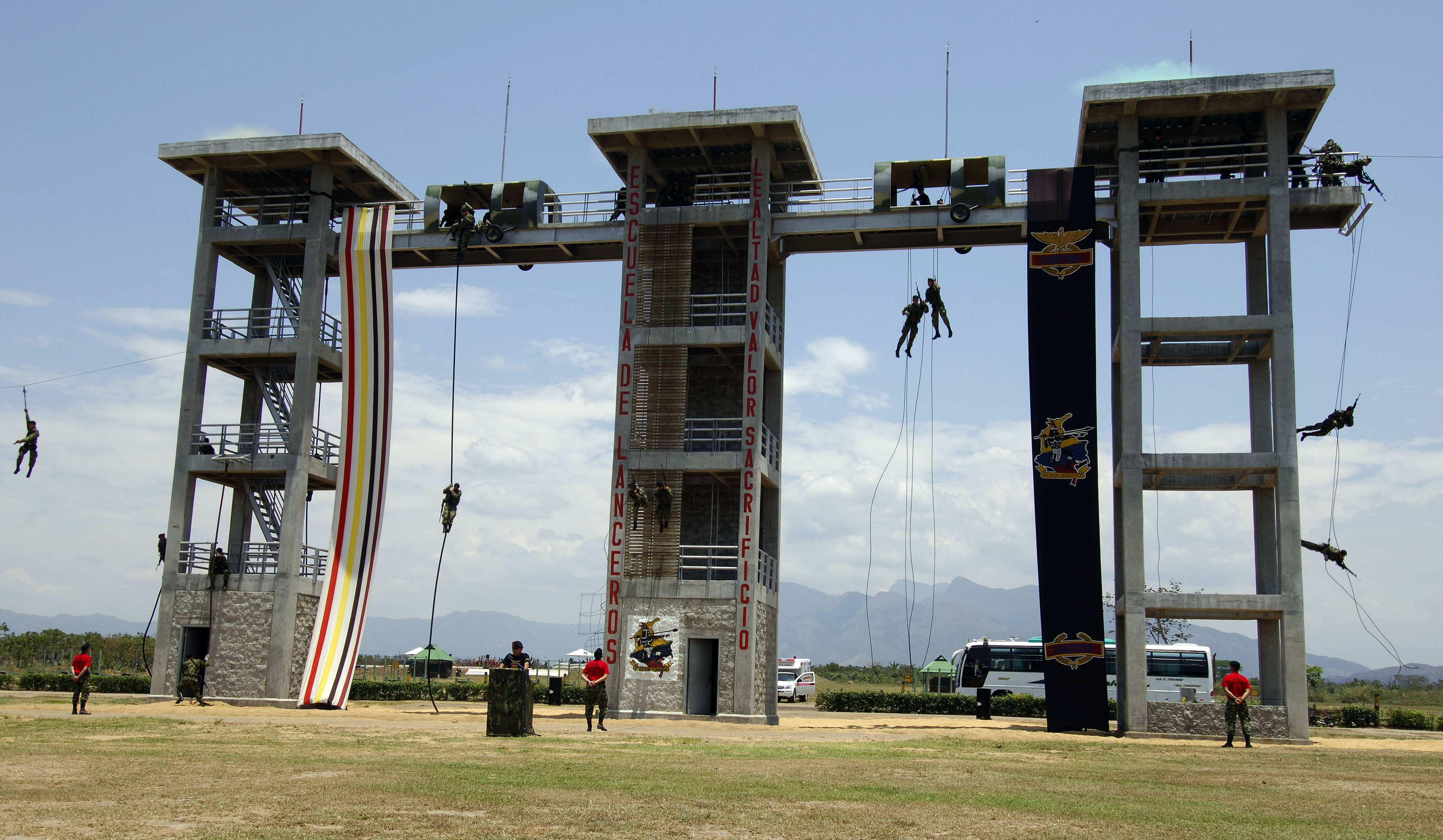